# صبري العدل
صبري العدل (1966 -) هو كاتب ومؤرخ مصري واستاذ التاريخ الحديث بجامعة مصر الدولية.

## حياته
وُلد صبري أحمد العدل بمحافظة الدقهلية عام 1966، وتخرج في قسم التاريخ بكلية الآداب بجامعة المنصورة، ثم حصل على درجة الدكتوراه في الآداب عام 2002.

## مسيرته المهنية
عمل صبري العدل مديرا لمركز البحوث الوثائقية بالقاهرة، كما نٌشرت له العديد من المقالات والدراسات والأبحاث في التاريخ بعدد من الصحف والمجلات والمواقع الإلكترونية المصرية والعربية والدولية مثل مجلة مصر الحديثة، ومجلة الروزنامة.

### قضية تيران وصنافير
كان الدكتور صبري العدل أحد المدافعين عن مصرية جزيرتي تيران وصنافير عقب اتفاقية ترسيم الحدود التي وقعتها الحكومة المصرية مع حكومة المملكة العربية السعودية في عام 2016 والتي قضت بتنازل مصر عن جزيرتي تيران وصنافير الواقعتين مدخل مضيق تيران الذي يفصل خليج العقبة عن البحر الأحمر لصالح المملكة العربية السعودية. وقد أيد الدكتور صبري العدل دفاعه عن مصرية الجزر بعدد من الخرائط والوثائق التاريخية التي تثبت تبعية الجزيرتين لمصر منذ نحو 178 عامًا، أي قبل تاريخ تأسيس المملكة العربية السعودية عام 1932 بحوالي قرن من الزمن. كانت تلك الوثائق من بين الحيثيات التي استندت إليها المحكمة الإدارية العليا بمصر في مطلع عام 2017 في إصدار حكمها القضائي ببطلان اتفاقية ترسيم الحدود بين مصر والمملكة العربية السعودية، وقد جمع الدكتور صبري العدل جميع هذه الوثائق والأدلة، ونُشرت بعد ذلك ضمن كتابه الصادر في نفس العام عن دار ميريت للنشر والتوزيع بالقاهرة تحت عنوان «تيران وصنافير (دراسة تاريخية وثائقية 1840 - 1990)».

## أعماله ومؤلفاته
ألف صبري العدل العديد من المؤلفات والدراسات في التاريخ، ومنها:
- سيناء في التاريخ الحديث (1869 - 1917): صدر عام 2004 عن دار الكتب والوثائق القومية بالقاهرة.[3]
- من الدفترخانه إلى دار الوثائق القومية.. مسيرة مؤسسة ثقافية: صدر عام 2005 عن دار الكتب والوثائق القومية بالقاهرة.
- تاريخ سيناء الحديث: صدر عام 2007 عن دار الكتب والوثائق القومية بالقاهرة.
- وثائق سيناء (مختارات من وثائق القرن التاسع عشر): صدر عام 2013 عن دار الكتب والوثائق القومية بالقاهرة ضمن سلسلة دراسات وثائقية.[4][5]
- تيران وصنافير (دراسة تاريخية وثائقية 1840 - 1990): صدر عام 2017 عن دار ميريت للنشر والتوزيع بالقاهرة خلال معرض القاهرة الدولي للكتاب.[6][7]

### الدراسات
كما أجرى الدكتور صبري العدل وشارك مع آخرين في تأليف وتحقيق عدد من الكتب والدراسات التاريخية، ومن أهمها:
- العدالة بين الشريعة والواقع: صدر الكتاب لمجموعة مؤلفين وباحثين تحت إشراف الدكتور رؤوف عباس عام 2002 عن مركز الدراسات الاجتماعية بجامعة القاهرة، وقد شارك فيه الدكتور صبري العدل ببحث بعنوان «العرف القبلى لبدو سيناء بين موقف الحكومة المصرية والسلطات البريطانية 1882 ـ 1914».
- مصر في القرن العشرين: صدر عام 2002 عن دار الكتب والوثائق القومية بالقاهرة.
- حركة القوافل والأشخاص عبر الحدود المصرية ـ الشامية في القرن التاسع عشر: وهي دراسة نُشرت عام 2002 بمجلة مصر الحديثة.
- سجلات محكمة العريش وأهميتها في دراسة مجتمع شبه جزيرة سيناء خلال القرن التاسع عشر: دراسة نُشرت عام 2003 بمجلة الروزنامة.
- الطوائف المهنية والاجتماعية في مصر بين التهميش والاندماج: صدر الكتاب لمجموعة مؤلفين وباحثين تحت إشراف الدكتور رؤوف عباس عام 32002 عن مركز الدراسات الاجتماعية بجامعة القاهرة، وقد شارك فيه الدكتور صبري العدل ببحث بعنوان «طوائف المعمار في مصر في النصف الثانى من القرن التاسع عشر».
- أوراق طه حسين ومراسلاته: كتاب لمجموعة مؤلفين صدر عام 2004 عن دار الكتب والوثائق القومية بالقاهرة.
- نشأة الرصدخانة وتطورها في مصر الحديثة: دراسة نُشرت عام 2004 بالعدد الرابع من مجلة مصر الحديثة.
- التاريخ المقارن للشرق الأوسط: كتاب صدر لمجموعة مؤلفين وباحثين عام 2005 عن مركز البحوث الأمريكى بالتعاون مع المجلس الأعلى للثقافة بالقاهرة، وقد شارك فيه الدكتور صبري العدل ببحث بعنوان «تجارة وتعاطى الحشيش في مصر - دراسة مقارنة بين القرنين الثامن عشر والتاسع عشر».